# Тушино (Калінінградська область)
Тушино (рос. Тушино) — селище Німанського району, Калінінградської області Росії. Входить до складу Німанського міського поселення.
Населення —  82 особи (2015 рік). 